# Modding
Modding (lit. "modificação"), em computação, diz respeito às mudanças efetuadas num computador ou em softwares ou hardwares de um jogo eletrônico com o intuito de criar uma nova versão do mesmo. Às vezes pode infringir direitos legais do proprietário dos direitos autorais e algumas nações têm leis que o proíbem e acusam seus praticantes de tentar superar os esquemas de proteção contra cópia. Em julho de 2005, um homem de 22 anos foi condenado pelo Tribunal de Magistrados de Caerphilly, no Reino Unido, por vender um Xbox modificado com software e jogos integrados.
A palavra modding provém de mod - uma abreviatura do inglês modification, que em português significa "modificação".